# Spárování

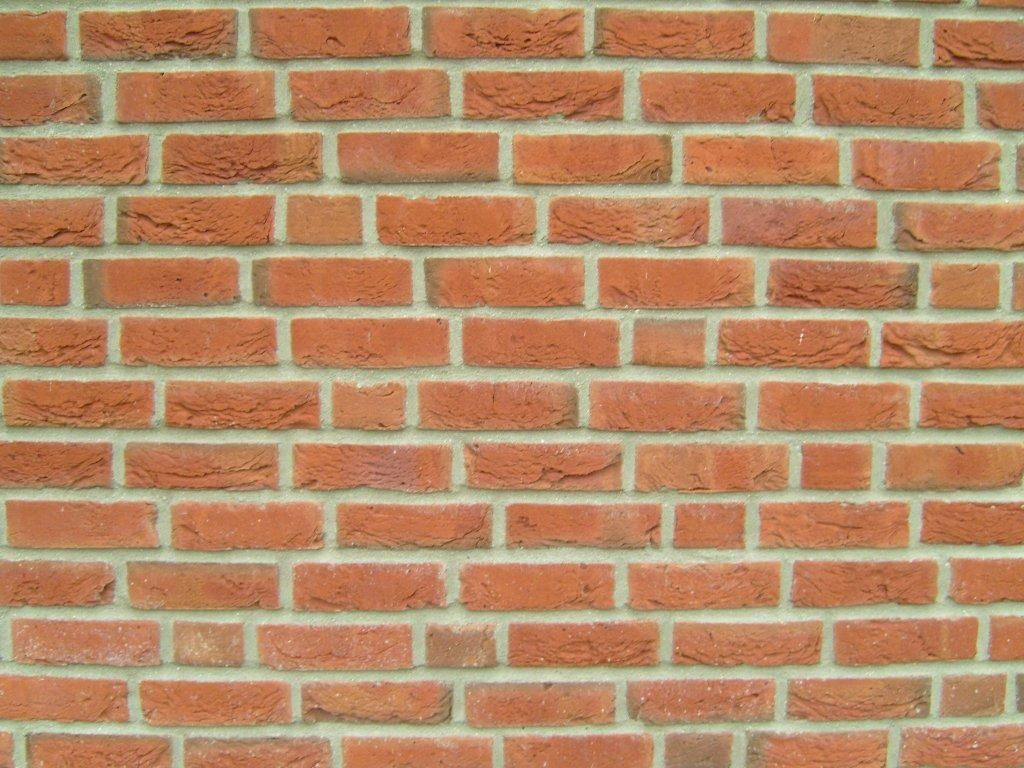
Spárované cihelné (neomítnuté) zdivo

Spárování je ve stavebnictví proces vyplňování mezer mezi jednotlivými dílci obkladů, například dlaždicemi nebo obkladačkami. Spáruje se též cihelné nebo kamenné zdivo. Používá se k tomu spárovací hmota a cílem je vytvořit pevný, estetický a voděodolný povrch.

## Spárování obkladů a dlažby

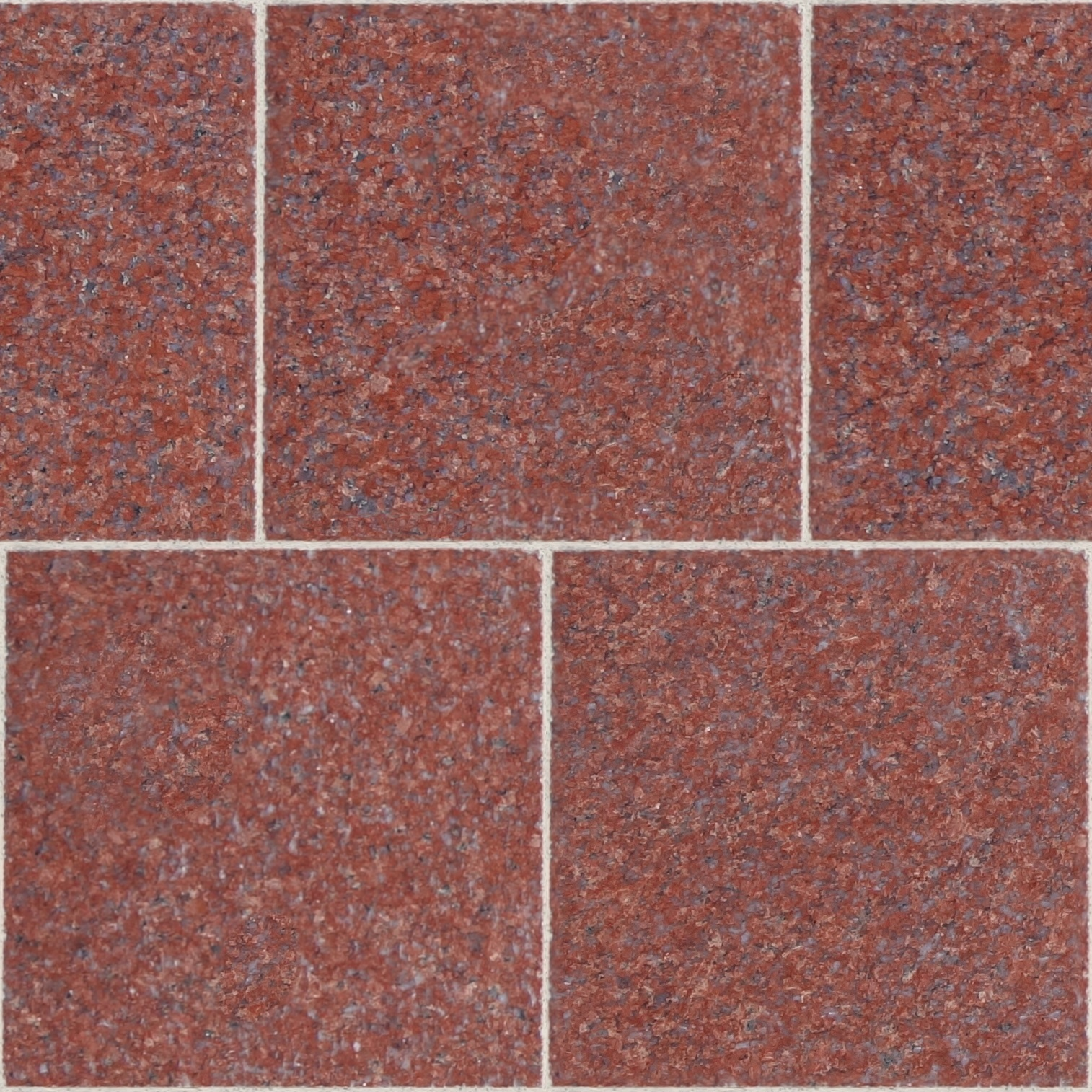
Spárovaná dlažba

Postupy pro spárování obkladů a dlažeb stanoví odborná literatura.

## Spárování zdiva
Holé zdivo z kusového staviva se nazývá zdivo režné. Jeho líc se povětšinou upravuje vyspárováním pomocí cementové malty. V tomto případě jsou na kvalitu zdění kladeny velké nároky, které se netýkají jen rovinnosti konstrukce, přesnosti spár ale i skladby zdícího materiálu. Při zdění se nechávají příslušné spáry v líci zdiva hlubší, případně se ještě po dozdění vyškrábou a očistí do hloubky zhruba 20 mm. Spárovací malta je cementová. Někdy se přibarvuje trvanlivými barvami. Spáry předem navlhčeného zdiva se vyplní maltou a vyhlazují zatlačením spárovačkou z kruhové oceli nebo modelovací špachtlí tak aby ve spárách nezůstala dutá místa, což by se v budoucnu mohlo projevit praskáním spár mezi dílci staviva.

## Jiný význam
Spárování přístrojů je vytvoření bezdrátového spojení mezi dvěma zařízeními, obvykle přes Bluetooth.